# Johannes Mehlig
Johannes Mehlig (* 8. Juli 1928; † 26. September 2015) war ein deutscher Indologe.

## Leben
Nach der Promotion zum Dr. phil. in Halle an der Saale am 18. Dezember 1959 und der Habilitation am 26. März 1965 ebenda war er dort Universitätsassistent. 
Johannes Mehlig war Mitglied der „Arbeitsgemeinschaft für Buddhistische Forschungen in der Deutschen Demokratischen Republik“.
1992 wurde er auf den wiedergegründeten indologischen Lehrstuhl berufen. 1995 erhielt er den Friedrich-Rückert-Preis, 1998 den Friedrich-Weller-Preis.

## Schriften (Auswahl)
- Hg.: Friedrich Rückert: Stimmen des Orients. Arabische, persische indische und chinesische Dichtungen in der Übertragung. Leipzig 1965, OCLC 831319624.
- Rolle und Bedeutung des Tripitaka. Halle 1969, OCLC 263733857.
- Die zeitlose Gültigkeit der Weisheit des deutschen Brahmanen. Festvortrag des elften Preisträgers des Friedrich-Rückert-Preises der Stadt Schweinfurt. Würzburg 1995, ISBN 3-928034-69-3.
- Wendezeiten. Die Strangulierung des Geistes an den Universitäten der DDR und dessen Erneuerung. Bad Honnef 1999, ISBN 3-88347-207-7.